# Кочарянц, Самвел Григорьевич

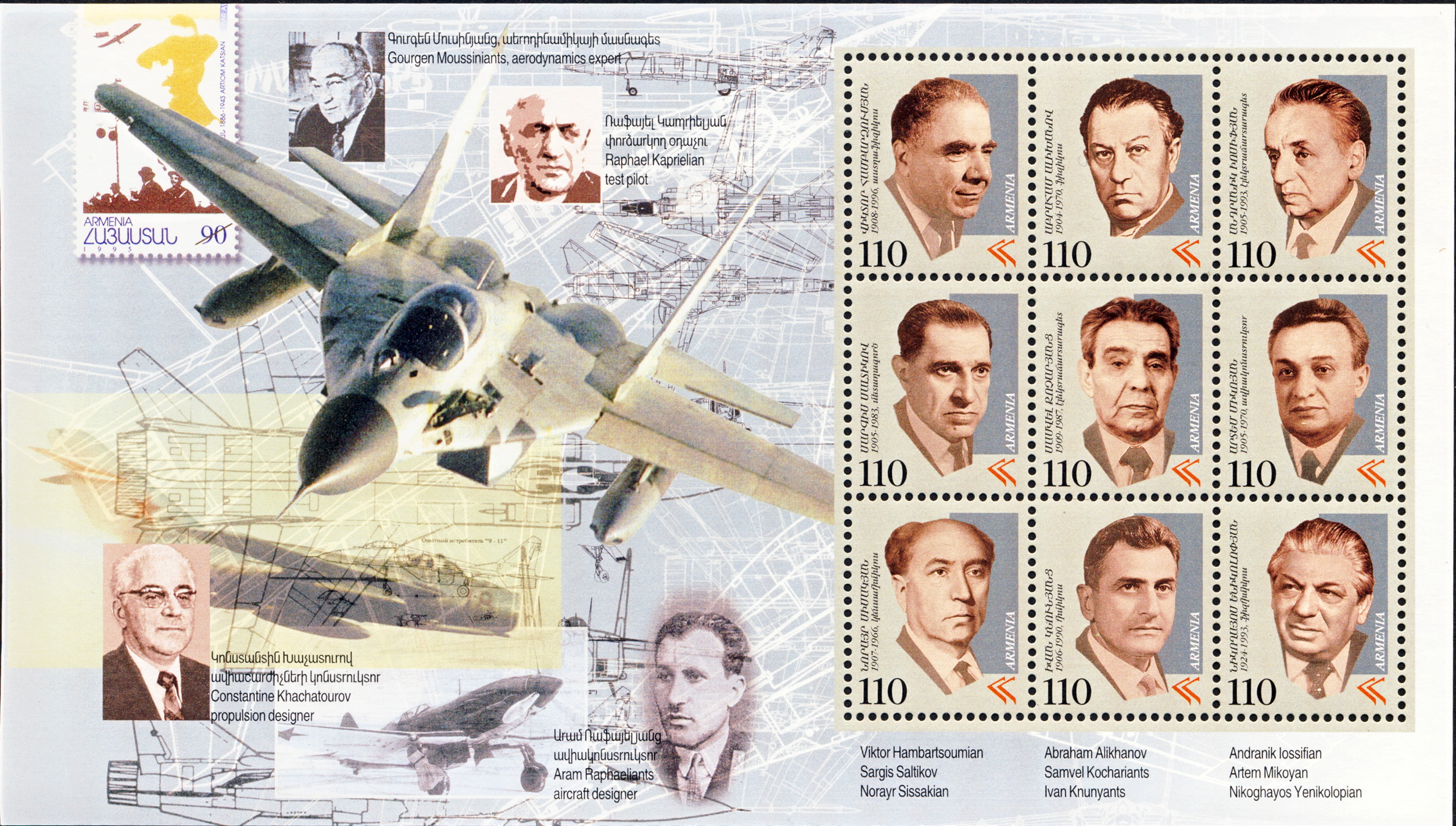
Амбарцумян, Алиханов, Иосифян, Салтиков, Кочарянц, Микоян, Сисакян, Кнунянц, Ениколопян

Самвел Григорьевич Кочаря́нц (арм. Սամվել Գրիգորի Քոչարյանց; 7 января 1909, Новый Баязет (ныне Гавар) — 4 августа 1993, Саров) — советский конструктор, разработчик первых советских атомных и термоядерных боеприпасов. Дважды Герой Социалистического Труда. Генерал-лейтенант.

## Биография
Родился в городе Новый Баязет, был шестым ребёнком в семье. Происходил из рода арцахских меликов-князей. Учёбу начинал в Ереванском государственном университете, но по доносу был исключён и вынужден был в 1930 году уехать в Москву. 3 года работал на заводе № 24, а в 1933 году поступил, и в 1937 окончил Московский энергетический институт. Там же прошёл аспирантуру, одновременно читая лекции на кафедре теоретических основ электротехники. 24 июня 1941 года получил степень кандидата наук, преподавал в МЭИ.
В 1945 году работал в Германии, выполняя спецзадание по немецкому ядерному проекту. В сентябре 1947 года начал работать в секретном КБ-11 (Арзамас-16) начальником научно-конструкторского сектора систем автоматики, затем начальником отдела. За разработку систем инициирования заряда из взрывчатых веществ и конструкции систем автоматического зажигания для первой советской атомной бомбы Кочарянцу в 1949 году была присуждена Сталинская премия и вручён орден Ленина, а в 1951 году он вновь награждён Сталинской премией. В 1952 году, в результате реорганизации КБ-11, в самостоятельную структуру было выделено отделение автоматики, которое возглавил Кочарянц.
В августе 1953 года, после успешных испытаний первой советской водородной бомбы, Кочарянц вместе с тремя другими членами группы стал лауреатом Сталинской премии I степени и был награждён вторым орденом Ленина. В ноябре 1958 года Кочарянц получил степень доктора технических наук без защиты диссертации.
В 1959 году создано второе КБ ВНИИЭФ и Кочарянц назначен в нём главным конструктором. В 1961 году Самвелу Григорьевичу присуждена Ленинская премия, а в 1962 году присвоено звание профессора. Кочарянц создал свою школу, расширил функции руководимого им КБ, в котором открыл отделы аэробаллистики, механики и микромеханики, оптики и оптиковолокна, создал на базе КБ-2 новое КБ-3.
За разработку боевых частей баллистических ракет в 1962 году Кочарянцу присвоено звание Героя Социалистического Труда. В течение семи лет, начиная с 1966 года, Кочарянц, помимо работы во ВНИИЭФ, одновременно был научным руководителем Горьковского филиала по конструированию и усовершенствованию радиотехнических приборов (радиодатчиков) (НИИИС).
За разработку реактивно-скоростных боевых блоков МБР в 1984 году Кочарянцу во второй раз присвоено звание Героя Социалистического Труда.
Скончался Самвел Григорьевич Кочарянц 4 августа 1993 года, похоронен в Сарове.

## Награды
- Дважды Герой Социалистического Труда (07.03.1962, 06.01.1984)
- Шесть орденов Ленина (21.08.1953; 04.01.1954; 11.09.1956; 07.03.1962; 08.01.1979; 06.01.1984)
- Орден Октябрьской Революции (26.04.1971)
- Ленинская премия (1961)
- Сталинская премия (29.10.1949) — за разработку системы инициирования заряда и конструкции аппаратуры системы автоматического зажигания для атомной бомбы
- Сталинская премия (6.12.1951) — за участие в разработке системы инициирования изделия РДС.
- Сталинская премия первой степени (31.12.1953) — за разработку конструкции основных узлов изделий РДС-6с, РДС-4 и РДС-5
- Государственная премия СССР (1977)
- заслуженный деятель науки и техники РСФСР (1969).

## Память
- На родине, в городе Гавар, на центральной площади Самвелу Григорьевичу Кочарянцу еще при жизни установлен бронзовый бюст.
- В 2000 году была выпущена почтовая марка Армении, посвященная Кочарянцу.